# Elías Mujica y Trasmonte
Ignacio Elías Mujica y Trasmonte fue un empresario y político peruano. 
Nació en Paita, que en aquel momento formaba parte del departamento de La Libertad, en 1841. Sus padres fueron Manuel Antonio Mujica y Sánchez Navarrete y Josefa Trasmonte y Núñez. Dedicado a actividades comerciales, se instaló en El Callao durante varios años y participó en el combate del 2 de mayo de 1866. Fue alcalde de ese municipio, presidente del consejo departamental y director de beneficencia del Callao. Fue miembro del Partido Civil.
Durante la guerra con Chile, dispuso la cologación de cañones en La Punta. Participó en la defensa de Lima peleando como soldado de reserva en la Batalla de Miraflores en el reducto N° 4. Luego de la ocupación de Lima, se unió a Andrés A. Cáceres en la campaña de la sierra. 
En diciembre de 1882 fue nombrado por Cáceres como Prefecto de Lima, con residencia en Canta. Desde ese puesto, se enfrentó a los chilenos en Huamantanga. Este enfrentamiento fue el 27 de abril de 1883 y Mujica sólo contó con 150 hombres para enfrentarse a los soldados chilenos bajo el mando de Juan León García que eran una columna mixta de infantería y artillería. Luego de cuatro horas de batalla sólo se salvaron unos cuantos oficiales y soldados peruanos ya que los que cayeron prisioneros fueron fusilados.
Tras huir al norte, Mujica participó de la batalla de Huamachuco debiendo dirigise luego hasta Ecuador tras la derrota cacerista en ese enfrentamiento. A su regreso, retomó sus actividades empresariales. Durante el gobierno de Andrés A. Cáceres fue nombrado Ministro de Guerra y Marina en el gabinete presidido por Aurelio Denegri en 1887.
En 1886 fue elegido Senador por El Callao reeligiéndose sucesivamente por lo que ocupó ese cargo hasta su muerte en 1904.
En 1904, Elías Mujica y Trasmonte constituye junto con Fautino Piaggio la Compañía Nacional de Cerveza asociándose con la familia de Alois Kieffer quien era propietario de la cervecería de Pilsen desde 1868.
Falleció en París, Francia, el 19 de mayo de 1904.